# Antistasea mutans
Antistasea mutans là một loài ruồi trong họ Tachinidae.